# ام‌وی آلتاویا
ام‌وی آلتاویا (به انگلیسی: MV Altavia) یک کشتی است که طول آن 188m می‌باشد. این کشتی در سال ۱۹۹۵ ساخته شد.